# Prestonellinae
Prestonellinae zijn een onderfamilie van weekdieren uit de klasse van de Gastropoda (slakken).

## Taxonomie
De volgende geslachten zijn bij de onderfamilie ingedeeld:
- Discoleus Breure, 1978[2]
- Plectostylus H. Beck, 1837
- Prestonella Connolly, 1929[3]